# Billy Kidd (cầu thủ bóng đá)
William Kidd (31 tháng 1 năm 1908 - 1978) là một cầu thủ bóng đá từng thi đấu cho Chesterfield FC trong suốt sự nghiệp. Ông sinh ra ở Pegswood.